# Островский, Александр Наумович
Алекса́ндр Нау́мович Остро́вский — советский звукооператор.

## Биография
Александр Наумович Островский — советский звукооператор, сотрудник киностудии «Ленфильм».

## Фильмография
1. 1938 — Амангельды (совместно с Афанасием Симоновским) (Режиссёр-постановщик: Моисей Левин, сорежиссёр: Борис Медведев)
2. 1938 — Детство маршала (совместно с Афанасием Симоновским) (Режиссёр-постановщик: Николай Лебедев, соРежиссёр: Фёдор Барбухатти)
3. 1939 — Наездник из Кабарды (Режиссёр-постановщик: Николай Лебедев)
4. 1941 — Фронтовые подруги (Режиссёр-постановщик: Виктор Эйсымонт)
5. 1942 — Ванька (короткометражный) (Режиссёр-постановщик: Герберт Раппапорт)
6. 1943 — Воздушный извозчик (Режиссёр-постановщик: Герберт Раппапорт)
7. 1944 — Морской батальон (Режиссёры-постановщики: Адольф Минкин, Александр Файнциммер)
8. 1945 — Великий перелом (совместно с Николаем Косаревым) (Режиссёр-постановщик: Фридрих Эрмлер)
9. 1947 — Золушка (Режиссёры-постановщики: Надежда Кошеверова, Михаил Шапиро)
10. 1949 — Счастливого плавания! (Режиссёр-постановщик: Николай Лебедев)
11. 1951 — Адыгейская автономная область (короткометражный) (документальный) (Режиссёры-постановщики: Владимир Венгеров, Иосиф Гиндин)
12. 1952 — Навстречу жизни (Режиссёр-постановщик: Николай Лебедев)
13. 1965 — А крепость была неприступная (новая редакция фильма Детство маршала) (совместно с Ириной Волковой) (Режиссёр-постановщик: Николай Лебедев)

## Признание и награды
Был звукооператором на фильме, получившем зарубежную кинопремию:
1. 1945 — Великий перелом — Гран-при на I МКФ в Канне, Франция в 1946 году (коллективная награда для 11-ти фильмов, представлявших на фестивале национальные кинематографии)[1].